# کلیفتون اسپرینگس
کلیفتون اسپرینگس (به انگلیسی: Clifton Springs) یک روستا در ایالات متحده آمریکا است که در شهرستان اونتاریو، نیویورک واقع شده‌است.

## خصوصیات
کلیفتون اسپرینگس ۳٫۷ کیلومترمربع مساحت و ۲٬۱۲۷ نفر جمعیت دارد و ۱۷۶ متر بالاتر از سطح دریا واقع شده‌است.